# TAI Anka
Anka — семейство беспилотных летательных аппаратов (БПЛА), разработанных турецкой компанией Türk Havacılık ve Uzay Sanayii (TUSAŞ) для турецких Вооруженных Сил. БПЛА назван в честь Феникса, мифологического существа, которое по-турецки называется Zümrüd-ü Anka.

## Разработка
Работы по созданию Anka велись с 2004 года. Первый полёт совершил в 2010 году. Компания TUSAŞ заявила, что ведутся разработки двух модификаций беспилотника — Anka-A и Anka-B. Первый предназначен для наблюдения, патрулирования, разведки. Anka-B будет ударным дроном, скорее всего вооруженным ракетами и авиабомбами. 
30 января 2015 года Секретариат оборонной промышленности объявил, что высокопроизводительный беспилотный летательный аппарат нового поколения Anka Blok-B завершил испытания различных режимов автопилота и посадки в первом полете с автоматическим взлетом и посадкой. Осенью 2013 года турецкие военные заказали 10 БПЛА Anka-A, в 2017 году 10 ANKA-S (вооружённая версия), с поставкой в 2018 году. В 2019 году ВВС Турции подписали контракт ещё на 22 дрона разных модификаций. В 2019 году планировался испытательный полёт параллельного проекта — TAI Aksungur c 2-мя двигателями и увеличенной до 700 кг полезной нагрузкой.
В мае 2021 года Turkish Aerospace Industries обновила технические характеристики БПЛА Anka. С новым обновлением грузоподъемность и продолжительность полёта были увеличены до 350+ килограммов и 30 часов соответственно.
Многоцелевой БПЛА изготовлен по большей части из композитных материалов. Хвост V-образный (под углом 100º), трёхлопастный толкающий винт и убирающееся трёхколёсное шасси.
TUSAŞ предлагает самолет в двух модификациях: Anka-B и Anka-S. Anka-I был разработан специально для Национальной разведывательной организации Турции для радиотехнической разведки. По состоянию на март 2021 года Анка налетал более 90 000 часов.

## Боевое применение
БПЛА применялся Турцией во время операции «Весенний щит» в Сирии.
25 февраля 2020 года турецкий БПЛА ANKA-S был сбит в Сирии в провинции Идлиб вблизи города Серакиб сирийской армией.
1 марта 2020 года в Сирии вблизи Серакиба был сбит ещё один турецкий БПЛА ANKA-S.
Турция считает боевое применение своих БПЛА в Сирии довольно успешным. По данным турецкой стороны (частично подтверждены), в результате операции, в том числе при помощи TAI Anka, Bayraktar было уничтожено 23 танка, 23 артиллерийских установки, 10 БМП, несколько ЗРК «Панцирь», 309 сирийских военных.

## ЛТХ
- Размах крыла, м: 17,5[11]
- Длина, м: 8,6
- Высота, м: 3,2
- Масса, кг
  - 1700 кг — максимальная взлётная масса
  - 350 кг полезной нагрузки
- Крейсерская скорость, км/ч: 200[12]
- Радиус управления, км: 250 — с наземной станции, неограниченно — при управлении по спутниковой связи
- Продолжительность полёта, ч: 30, с боевой нагрузкой
- Практический потолок: 9144 м
- Мощность двигателя: дизельный авиадвигатель турецкого производства TEI-PD170, мощностью 170 л.с.[13] В старых самолетах используется Thielert Centurion 2.0.

Стандартная полезная нагрузка включает в себя модульные оптико-электронную систему с тепловизором и лазерным дальномером — целеуказателем Star SAFIRE380-HLD, радар с синтезированной апертурой Aselsan SARPER. Оснащён системой автоматического взлёта, полёта и посадки, системой инерциальной навигации, может действовать в полностью автономном режиме, без GPS и внешнего управления, по заданным точкам.

## Вооружение
По словам журналистов, обладает средствами РЭБ для нейтрализации ПВО. Вооружение включает в себя 8 управляемых противотанковых ракет Roketsan Cirit, либо 4 управляемые планирующие авиабомбы MAM-L с лазерным наведением.

## Операторы
Алжир — заказ на 10 дронов семейства Anka.
 Индонезия — Индонезия закупила 12 дронов семейства Anka.
 Казахстан — ожидается поставка Anka-S. Также намечается производство БПЛА Anka в Казахстане.
 Малайзия — в 2023 году Малайзия заключила контракт на покупку 3 ударных БПЛА Anka.
 Пакистан — в августе 2021 года сообщалось о том, что Пакистан и Турция будут совместно производить и модернизировать Anka-S в Пакистане.
 Тунис — состоит на вооружении, по состоянию на 2022 год.
 Турция — 23 АNКА-S (вооружённая версия), по состоянию на 2020 год.
- Военно-воздушные силы Турции — 19 ANKA-S, по состоянию на 2022 год[27]
- Военно-морские силы Турции — 3 ANKA-S в военно-морской авиации ВМС Турции, по состоянию на 2020 год[28]
- Турецкая жандармерия — 6 ANKA-S, по состоянию на 2022 год[27]

 Чад — заказ на 2 дрона семейства Anka.